# Sucre, Ecuador
Sucre är en ort i Ecuador.   Den ligger i provinsen Manabí, i den västra delen av landet, 240 km sydväst om huvudstaden Quito. Sucre ligger 121 meter över havet och antalet invånare är 15 286.
Terrängen runt Sucre är huvudsakligen lite kuperad. Sucre ligger nere i en dal. Runt Sucre är det ganska tätbefolkat, med 75 invånare per kvadratkilometer. Närmaste större samhälle är Jipijapa, 19,3 km väster om Sucre. Omgivningarna runt Sucre är huvudsakligen savann.